# Северный архив
«Северный архив» — журнал истории, статистики и путешествий, издававшийся в городе Санкт-Петербурге российским литератором польского происхождения Фаддеем Венедиктовичем Булгариным на русском языке, два раза в месяц с 1822 по 1824 год.  
В 1825 году, на следующий год после объявления о закрытии «Северного архива» в петербургской периодической печати вновь появляется «Северный архив», редактором которого снова выступил Ф. В. Булгарин, но на это раз вместе с преподавателем словесности Петербургской гимназии и секретарём цензурного комитета Николаем Ивановичем Гречем. Периодичность выхода журнала осталась прежней, а направленность если и изменилась, то незначительно; «Энциклопедический словарь Брокгауза и Ефрона» охарактеризовал его так: «журнал древностей и новостей по части истории, статистики, путешествий, правоведения и нравов», однако, журнал выпускавшийся Булгариным совместно с Гречем, описывается у Брокгауза и Ефрона уже в отдельной статье. В таком виде данное периодическое печатное издание выходило по 1828 год включительно.
Оба редактора издавали также исторический, литературный и общественно-политический журнал «Сын отечества». В 1829 году они пришли к выводу о целесообразности слияния этих двух изданий в одно, так появился на свет журнал «Сын отечества и Северный архив. Журнал литературы, политики и современной истории». В журнале печатались элегические стихотворения с религиозными мотивами И. Т. Калашникова, статьи с литературной критикой М. М. Карниолина-Пинского. Аудитория журнала, не выдерживавшего конкуренции с журналами «Московский телеграф», «Телескоп», «Современник», продолжала сужаться; тираж упал с 600 в конце 1820-х до 400 экземпляров в середине 1830-х. В результате финансовых трудностей, выпуск журнала в 1835 году прекратился.
После трёхлетнего перерыва, в 1838 году журнал перешёл к издателю Александру Филипповичу Смирдину и выходил ежемесячно до 1840 года под редакцией сначала Н. И. Греча и Ф. В. Булгарина (1838—1839), а затем А. В. Никитенко (1840).
Позднее редакторы и издатели неоднократно менялись и в результате одного из преобразований от предыдущего наименования осталось только «Сын отечества»; издание с таким названием просуществовало до 1901 года.

## Цифровые копии журнала
Все выпуски с 1822 г. по 1828 г. оцифованы Российской Национальной Библиотекой в Ст. Петербурге и могут накходится в Национальной Электронной Библиотеке.